# 플라워 (2014년 영화)
플라워(Loreak, Flowers)는 스페인에서 제작된 욘 가라뇨, 호세 마리 고에나가 감독의 2014년 드라마 영화이다. 나고레 아란부루 등이 주연으로 출연하였다.

## 출연

### 주연
- 나고레 아란부루
- 이치아르 아이즈푸루
- 이치아르 이투뇨

### 조연
- 아네 가바레인

## 제작진
- 작곡: 파스칼 가이그네